# ديفيد نيستروم
ديفيد نيستروم هو لاعب هوكي الجليد سويدي، ولد في 21 فبراير 1980 في ستوكهولم في السويد.

## وصلات خارجية
- ديفيد نيستروم على موقع دوري الهوكي الوطني (الإنجليزية)
- ديفيد نيستروم على موقع EliteProspects.com (الإنجليزية)
- ديفيد نيستروم على موقع Eurohockey.com (الإنجليزية)
- ديفيد نيستروم على موقع HockeyDB.com (الإنجليزية)